# Jada Wattanasiritham
Khunying Jada Wattanasiritham (Bangkok, 1945) es una economista tailandesa, esposa del economista y político Paiboon Wattanasiritham.
Doctora en Ciencias Económicas por la Universidad de Cambridge y Master en Desarrollo Económico por el Williams College de Massachusetts, trabajó en el Departamento de Recursos Económicos del Banco de Tailandia, en puestos directivos en varias compañías internacionales de seguros y fue Gobernadora de la Bolsa de valores de Tailandia. En 2008 y desde 1999 es la presidenta del Banco Comercial de Siam después de trabajar en el mismo durante ocho años, y de la Asociación de la Banca de Tailandia.